# هلفيلة جونجتياو
هلفيلة جونجتياو (الاسم العلمي: Helvella zhongtiaoensis) هي نوع من الفطريات تتبع جنس الهلفيلة من الفصيلة الهلفيلية.